# 音咲絢
音咲 絢（おとさき あや、1981年7月12日 - ）は、日本の元AV女優。
出身地:神奈川県、趣味:ネイルアート

## 略歴
- 2001年1月 - 『ピュア in ハート AYA』でクリスタル映像専属女優としてAVデビュー。
- 2001年9月 - ワープエンタテインメントより『「痴」女優 音咲絢』でセルデビュー。
- 2003年 - 引退

## 作品

### アダルトビデオ
2001年
- ピュア in ハート AYA（1月25日、クリスタル映像）
- 愛の十字架（2月22日、クリスタル映像）
- To Heart（3月20日、クリスタル映像）
- 微熱の花園（4月12日、クリスタル映像）
- 変態志願（5月12日、クリスタル映像）
- Hip Star（6月22日、KUKI）
- 我的写性～ホントノワタシ（7月21日、KUKI）
- 淫乱派宣言（8月17日、KUKI）
- 「痴」女優 32（9月7日、ワープエンタテインメント）
- ナースコール（10月1日、ドリームチケット）他出演:藤森加奈子、広末奈緒
- Back[s]（10月5日、ワープエンタテインメント）
- ドリームシャワー（11月9日、ワープエンタテインメント）
- ビージーン 14（11月22日、桃太郎映像出版）
- 女も酔うとしたくなるんです...（12月1日、ドリームチケット）他出演:矢沢ようこ、雪野弥生

2002年
- LOVE GIRL（1月1日、MOODYZ）
- Angel（2月1日、アイデアポケット）
- after school（2月14日、ドリームチケット）他出演:星川みなみ、宝来みゆき
- 女子大生レイプ 卑猥な昼下り（3月1日、アタッカーズ）
- コスプレでいこう!（3月22日、VIP）
- 龍縛愛玩調教23 女子校生（4月1日、アタッカーズ）
- 音咲絢 美少女奴隷クラブ（4月19日、ディースリー）
- Wild Thing!（4月24日、桃太郎映像出版）
- 女警備員（5月10日、TMA）
- 溜池ゴロー 麗しのナースペット（6月10日、ドグマ）
- MOVIX VOL.6 STAR（9月27日、デジタルバンク）他出演:相沢優香
- 願望と性欲（10月4日、タカラ映像）
- 女支店長レイプ 百万弗の代償（10月8日、アタッカーズ）
- 月刊　音咲絢（11月15日、VIP）
- スイートハート（11月15日、グラスワン・ソフトウェア）共演:澤宮有希
- 少女いたずら ねえ～遊んでくれる?（12月20日、タカラ映像）

2003年
- Be Max 4時間（1月24日）
- コスプレックス 4（2月7日、桃太郎映像出版）
- 蛇縛の潜入病棟（2月8日、アタッカーズ）
- FLOWER（4月14日、ガッツ）
- 従順 ～いいなり～（5月16日、ガッツ）
- 夏祭り![第2回]ゆかた美人大集合 5（6月7日、桃太郎映像出版）他出演:鮎川あみ、浅倉まい、Kay.
- BODY EROS（8月16日、GUTS）他出演:すぎはら美里、Kay.

発売日不明
- Fallen Angel（AVS）
- 迷宮の人形（AVS）
- 素人娘お嬢ちゃん 丸1週間拘束記録 恥辱の公開映像（トライコミュニケーション）